# Сорбційне збагачення золота
Сорбційне збагачення золота — належить до спеціальних методів збагачення корисних копалин.

## Сорбція благородних металів з рудних пульп активованим вугіллям і йонообмінними смолами
Історія
Починаючи з 1960-х років, спочатку в СРСР, а потім і за кордоном широко розвивались сорбційно-безфільтраційні схеми вилучення золота з рудних пульп. Як сорбенти використовуються йонообмінні смоли й гранульоване активоване вугілля різних марок. Кожен із цих сорбентів має свої переваги й недоліки.
Практично всі нові й реконструйовані підприємства в тому або іншому вигляді використовують процеси сорбції на активоване вугілля. Сорбцію золота з пульпи сьогодні застосовують на 30 підприємствах Канади й США, на 10 підприємствах Австралії та на 20 підприємствах ПАР.

### Технологія сорбційного вилучення золота
Технологія сорбційного вилучення золота з пульп включає чотири основні стадії:
- протитечійну сорбцію золота на активоване вугілля,
- десорбцію металів з насиченого вугілля,
- електроосадження металів з розчину й
- регенерацію сорбенту для повторного використання.

Переваги сорбційної технології порівняно із цементацією полягають у наступному:
- 1. Немає необхідності в операції розділення твердої й рідкої фаз, що дозволяє скоротити капітальні й експлуатаційні витрати відповідно на 33-50 %.
- 2. Забезпечується більш високе вилучення золота й можливість переробки бідних руд.
- 3. Процес сорбції активованим вугіллям менш чутливий до домішок, що дозволяє досягати високих показників при переробці руд комплексного складу.
- 4. Рідка фаза скидної пульпи має більш низькі концентрації ціаніду й не містить солей цинку, завдяки чому скорочуються втрати металу й зменшуються витрати на знешкодження стічних вод.

Недоліками процесу сорбції золота активованим вугіллям є:
- 1. Необхідність багаторазового просіювання для відділення вугілля від пульпи.
- 2. Підвищена витрата ціаніду через відсутність його регенерації й повернення в процес ціанування.
- 3. Втрати золота з подрібненою фракцією вугілля, що спрямовується з відвальною пульпою у хвостосховище.
- 4. Практика роботи підприємств показує, що оптимальними параметрами процесу сорбції є: рН пульпи 10–11. Концентрація ціаніду натрію — 0,015 %. Попереднє ціанування 2-4 ступеня. Сорбційне вилуговування 5-6 ступеня контакту.

Описана система вилуговування з подальшою сорбцією розчину золота активованим вугіллям називається carbon in pulp (CP).
Певні переваги має система carbon in leach (CL), відповідно до якої сорбція золотовмісного розчину здійснюється одночасно з вилуговуванням. Наведена система дозволяє скоротити кількість чанів для контактування, знизити загальну тривалість процесу, підвищити вилучення металу.
Більшість закордонних підприємств використовують активоване вугілля, яке одержують зі шкарлупи кокосових горіхів, що має велику механічну міцність, стійкість проти зношування й достатню ємністю по золоту. Крупність активованого вугілля для пульпового процесу становить 1-3,3 мм при максимальній крупності частинок руди 0,6 мм.
Крім кокосового активованого вугілля, досить перспективним є вугілля з магнітними властивостями (вугілля Magchar), розроблене фірмою American Cyanamid. Це вугілля виготовляється з коксу, на поверхню якого осаджуються магнітні частинки (магнетит). Як зв'язуюче застосовується рідке скло. Процес приготування включає змішування, грануляцію, сушіння, активацію, суху магнітну сепарацію для видалення слабомагнітної фракції.
При вилуговуванні окисненої руди, що містить близько 5 г/т золота, концентрат Magchar містив 4200 г/т золота. Залишкове золото у водній фазі пульпи — 0,027 г/т. Переваги процесу Magchar: зниження втрат золота, пов'язаних зі стиранням вугілля, поліпшення кінетики сорбції внаслідок використання більше дрібного вугілля (0,84 х 0,25 мм).
У країнах пострадянського простору випробуваною є технологія протитечійного сорбційного вилуговування із дрібним активованим вугіллям, модифікованим органічними реагентами. Вугілля відокремлювалося від пульпи методом флотації. Вилучення золота у вугільний флотоконцентрат склало 91,3 %.
У Норвегії запропоновано отримувати активоване вугілля з кам'яного вугілля. Відзначено, що таке вугілля має більшу твердість і стійкість проти зношування, ніж вугілля зі шкарлупи кокосових горіхів, і строк його служби, відповідно, більший.
Найважливішими факторами, які впливають на сорбційну ємність активованого вугілля в ціанистому розчині золота, є йонна сила, рН розчину, температура, присутність металів-конкурентів і отрут, а також якість вугілля. Крім того, велике значення має ефективність перемішування пульпи в апараті, в'язкість пульпи, розмір гранул вугілля. Адсорбція золота зростає зі збільшенням йонної сили розчину й зі зниженням рН, температури й концентрації домішок, наприклад, міді. Сорбції заважає осадження в порах вугілля карбонату кальцію, що утворюється при його взаємодії з оксидом кальцію.
Поряд із використанням як сорбенту активованого вугілля тривають дослідження з удосконалення сорбентів на основі синтетичних йонообмінних смол. Фірма Sela Inc. (США) запропонувала селективний аніоніт марки PAZ-4 для вилучення золота з ціанистих розчинів у присутності міді, заліза й інших металів. Десорбція золота здійснюється фірмовим розчином PAZ-4L (> 99 % золота десорбується 2-3 об'ємами розчину на один об'єм сорбенту). З десорбату золото вилучається цементацією на цинк або електролізом.

### Десорбція золота й регенерація активованого вугілля
Причиною широкого застосування активованого вугілля як сорбенту є відносно проста схема десорбції золота. На підприємствах із закінченим циклом обробки насичене золотом активоване вугілля піддають елююванню (елюювання — вилучення речовини вимиванням її розчинником — елюентом) й регенерації.
Спочатку був розроблений спосіб елюювання лужними розчинами сульфіду натрію. Недолік цього способу полягає в тому, що сульфід натрію десорбує тільки золото і не десорбує срібло. У результаті в наступних циклах сорбції-десорбції ємність вугілля по золоту зменшується.
У 1952 році розроблений спосіб десорбції золота й срібла (метод Zadra), який базується на обробці насиченого вугілля киплячим лужним розчином ціаніду натрію. Після контактування з вугіллям розчин спрямовують в електролізер для осадження десорбованого золота й срібла. Потім розчин нагрівають і повертають на обробку активованого вугілля. Розчин, що містить 1 % NaOH і 0,1 % NaCN, при температурі кипіння (близько 950С) десорбує понад 90 % золота і срібла за 4-6 годин.
Зазначені умови характерні для вугілля, яке отримують з фруктових кісточок. Для вугілля зі шкарлупи кокосових горіхів тривалість елюювання при температурі 93-950С становить 24-48 годин і навіть 72 години для досягнення ступеня десорбції золота і срібла > 90 %.
Для скорочення тривалості обробки розроблені автоклавні методи десорбції. Використовуючи тиск і підвищену температуру, можна скоротити тривалість десорбції до 2-6 годин. Можлива обробка луго-ціанистими розчинами при 120—1400С або кондиціонування насиченого вугілля тими ж розчинами при 900С з подальшим елююванням водою при 1500С. При використанні цих методів скорочується також витрата реагентів.
Інший метод скорочення тривалості десорбції, розроблений Гірничим бюро США в 1976 році, базується на використанні луго-ціанистого розчину з додаванням водорозчинних органічних сполук: спиртів (метилового, етилового, пропілового) або кетонів (ацетону, метилізобутил-кетону). Наприклад, при додаванні 20 % (за об'ємом) етанолу до луго-ціанистого розчину тривалість десорбції з 48 годин при 930С скорочується до 6 годин при 800С.
Кожен із зазначених трьох методів має свої переваги й недоліки. Простота методу й доступність реагентів є перевагою обробки луго-ціанистими розчинами при 90-950С. Недолік процесу — тривалість операції й велика витрата реагентів.
Автоклавний спосіб значно скорочує час обробки й витрати реагентів, але потребує складного апаратного оформлення процесу.
Застосування органічних сполук спричиняє підвищену пожежонебезпеку й токсичність процесу.
Усі варіанти схем десорбції й регенерації вугілля включають операцію обробки вугілля розчином 3-5-процентної соляної або азотної кислоти. Як правило, ця обробка проводиться при кімнатній температурі для видалення карбонату кальцію, що блокує пори вугілля й знижує швидкість сорбції й десорбції благородних металів.
У процесі циклу сорбції золота з пульпи вугілля сорбує також різні органічні й неорганічні сполуки, які не видаляються при елююванні. Нагромадження домішок призводить до зниження активності вугілля стосовно золотоціанистого комплексу, його «отруєння». Для запобігання «отруєння» періодично проводиться термічна реактивація вугілля при температурі 650—7000С протягом 30 хвилин у нейтральній або слабовідновній атмосфері. На більшості великих підприємств реактивацію проводять в обертових трубчастих печах із зовнішнім електрообігріванням, які мають низьку термічну ефективність через високу початкову вологість реактивованого вугілля. Після реактивації й охолодження вугілля до повторного використання просіюють для видалення тонких фракцій. Вугілля може використовуватися як сорбент більше 10 разів без істотної втрати активності.

### Електролітичне осадження благородних металів
Із розвитком процесів сорбції золотовмісних розчинів активованим вугіллям та йонообмінними смолами розпочалося широке застосування електрохімічних методів осадження металів із розчинів.
У країнах СНД основним розробником технології й устаткування для електролізу благородних металів є Сибірське відділення РАН. Розроблена конструкція проточного електролізера забезпечує продуктивність до 40 м3/добу розчину при вилученні благородних металів на рівні 96-97 %. Залежно від технологічної схеми можливе одержання готової продукції у вигляді порошку або фольги з вмістом благородних металів 95-99 %.
Електролітичне вилучення металів із розведених розчинів ефективне у випадку розвинутої площі катода. З цією метою можуть застосовуватися катоди з волокнистого вуглеграфітового нетканого матеріалу, зі сталевого дроту, застосовуваного в США та інших країнах, пластинчасті електроди, а також порошкоподібні псевдорідкі електроди.
Конструкцію електролізера киплячого шару, що включає порошкоподібний катод для вилучення благородних і кольорових металів, у 1980-х роках розробив Інститут загальної й неорганічної хімії АН СРСР. Аналогічна робота для срібла виконана в США. При щільності струму 900 А/м2 концентрацію срібла в розчині знижували з 1500-3300 до 4 мг/л.
Добре зарекомендували себе електролізери, що складаються з поліуретанової ванни розміром 7,0 х 0,5×0,5 м, обладнаної 6 катодами й 7 анодами. Катоди — поліуретанові ємності, наповнені сталевою ватою, аноди — ґрати з нержавіючої сталі. Напруга на ванні — 4,5 В, сила струму — 200 А. Така конструкція застосовується на багатьох фабриках.